# Sikeå hamn en Brännstan
Sikeå hamn en Brännstan (Zweeds: Sikeå hamn och Brännstan) is een småort in de gemeente Robertsfors in het landschap Västerbotten en de provincie Västerbottens län in Zweden. Het småort heeft 96 inwoners (2005) en een oppervlakte van 48 hectare. Eigenlijk bestaat het småort uit twee plaatsen: Sikeå hamn en Brännstan. Het småort ligt aan het Sikeåfjärden een baai van de Botnische Golf.